# Бюро аэронавтики
Управление аэронавтики (англ. Bureau of Aeronautics, BuAer, дословно — «Бюро аэронавтики») — подразделение Военно-морского министерства США, отвечавшее за разработку и приобретение самолётов, техническую поддержку морской авиации и связанных с ней систем. Организовано 10 августа 1921 года в соответствии с актом о военно-морских ассигнованиях (англ. Navy Appropriation Act) (42 Stat. 123) от 12 июля 1921 года. Существовало до 1 декабря 1959 года. Согласно акту от 18 августа 1959 года (73 Stat. 395) вместе с Главным управлением вооружения (англ. Bureau of Ordnance, BuOrd) было объединено в Управление вооружения ВМС (англ. Bureau of Naval Weapons, BuWeps).
В функции бюро входило: консультации министра ВМС США, начальника штаба ВМС и сотрудников министерства по вопросам, касающимся морской авиации; испытание и приобретение самолётов и их комплектующих; содержание и снабжение береговых баз и сооружений морской авиации; надзор за техническим обслуживанием, ремонтом и спасением самолётов морской авиации.

## История

### 1920-е и 1930-е годы
Бюро аэронавтики было создано в 1921 году как единое организационное звено для развития морской авиации (до 1921 года эти функции разделены между несколькими бюро и другими организациями). Первым начальником бюро был контр-адмирал Уильям Моффетт (1869—1933), кавалер Медали почёта и командир линкора, который в течение долгого времени поддерживал развитие морской авиации. Он служил в бюро с 1921 года до самой своей гибели в 1933 году при крушении дирижабля-авианосца «Акрон».
Талантливый администратор, Моффетт отстоял независимость морской авиации в 1920-х годах, когда генерал Уильям Митчелл пытался создать единые независимые военно-воздушные силы.
После смерти Моффетта его пост занял контр-адмирал Эрнест Кинг, впоследствии адмирал флота и начальник штаба ВМС США. Другая заметная личность во главе бюро — контр-адмирал Джон Маккейн-старший, впоследствии адмирал, отец адмирала Джона Маккейна-мл. и дед сенатора Джона Маккейна.
В течение 1930-х годов бюро обеспечило быстрый технологический скачок морской авиации. Основой политики бюро было развитие гражданской авиации как основы военного самолётостроения. Военно-морской авиазавод в Филадельфии (шт. Пенсильвания) использовался для строительства небольшого числа самолётов-прототипов.

### Вторая мировая война и послевоенный период
Вторая мировая война внесла в деятельность бюро значительные изменения. В целях укрепления национальной обороны, сфера деятельности бюро значительно расширилась. К концу войны оно представляло собой организацию, количество сотрудников которой исчислялось тысячами человек, а количество закупаемых и обслуживаемых самолётов — десятками тысяч. В 1943 году была учреждена должность заместителя начальника штаба ВМФ по авиации (англ. Deputy Chief of Naval Operations for Air, DCNO(Air)), аппарат которого взял на себя некоторые функции Бюро аэронавтики. Первым офицером, занявшим эту должность был Джон Маккейн, повышенный в звании до вице-адмирала.
После войны произошло сокращение бюро, однако деятельность, направленная на исследования и разработки в области авиации, осталась прежней. В 1950-х годах стало ясно, что перспективный путь развития авиации лежит в области интеграции вооружений и самолётов-носителей, чему мешало существование двух отдельных бюро — аэронавтики и боеприпасов.
Чтобы решить эту проблему, в 1959 году на основе BuAer и BuOrd было создано единое управление вооружения ВМС (BuWeps). Однако это было только временным решением и в 1966 году была предпринята коренная реорганизация материально-технической структуры флота. Система управлений ВМС США (англ. United States Navy bureau system), существовавшая с 1840-х годов была заменена «системными командованиями» (англ. Systems Commands, SYSCOMs). Функции управления вооружения ВМС перешли к Командованию авиационных систем ВМС (англ. Naval Air Systems Command, NAVAIR).

## Начальники Бюро аэронавтики
| Начальник бюро                                          | Срок       | Срок       |
| ------------------------------------------------------- | ---------- | ---------- |
| контр-адмирал Уильям Моффетт                            | 26.07.1921 | 04.04.1933 |
| контр-адмирал Эрнест Кинг                               | 03.05.1933 | 12.06.1936 |
| контр-адмирал Артур Кук (англ. Arthur B. Cook)          | 12.06.1936 | 01.06.1939 |
| контр-адмирал Джон Тауэрс (англ. John H. Towers)        | 01.06.1939 | 06.10.1942 |
| контр-адмирал Джон Маккейн                              | 09.10.1942 | 07.08.1943 |
| контр-адмирал Девитт Рэмси                              | 07.08.1943 | 01.06.1945 |
| контр-адмирал Гарольд Саллада (англ. Harold B. Sallada) | 01.06.1945 | 01.05.1947 |
| контр-адмирал Альфред Прайд (англ. Alfred M. Pride)     | 01.05.1947 | 01.05.1951 |
| контр-адмирал Томас Комбс (англ. Thomas S. Combs)       | 01.05.1951 | 30.06.1953 |
| контр-адмирал Аполло Соучек (англ. Apollo Soucek)       | 30.06.1953 | 04.03.1955 |
| контр-адмирал Джеймс Расселл (англ. James S. Russell)   | 04.03.1955 | 15.07.1957 |
| контр-адмирал Роберт Диксон (англ. Robert E. Dixon)     | 15.07.1957 | 01.12.1959 |

## Организации-предшественницы
До возникновения Управления аэронавтики, его функции по материально-техническому обеспечению и общему надзору за морской авиацией выполняли несколько других подразделений министерства ВМФ:
- Функции общего надзора:
  - Управление навигации (англ. Bureau of Navigation) (1911-14)
  - Офис морской авиации, отдел операций (англ. Office of Naval Aeronautics, Division of Operations) (1914-15)
  - Офис начальника штаба ВМФ (OCNO, 1915-21)

- Функции материально-технического обеспечения:
  - 1. Самолёты:
    - Бюро строительства и ремонта (англ. Bureau of Construction and Repair) (1913-21)

  - 2. Двигатели:
    - Бюро паровой техники (англ. Bureau of Steam Engineering) (1913-20)
    - Бюро техники (англ. Bureau of Engineering) (1920-21)

  - 3. Приборы:
    - Управление навигации (англ. Bureau of Navigation) (1913-21)

  - 4. Боеприпасы:
    - Главное управление вооружений (1913-21)